# Valsa passo cruzado
A valsa passo cruzado (do francês Valse Boston, em inglês cross-step) é uma dança de salão com tempo musical em 3 temposⓘ, um estilo de valsa executado principalmente na posição fechada acompanhado de uma música de ritmo mais lento (cerca de 110 a 120 batidas por minuto) e, caracterizado pelo passo primário cruzado; onde o primeiro passo é feito cruzado por ambos os pares (o lider cruza o pé direito sobre o esquerdo, enquanto o seguidor cruza o pé esquerdo sobre o direito na primeira contagem do compasso musical). A valsa cross-step pode passear e girar como a valsa tradicional, mas possui a dinâmica facilitada, com ampla gama de variações de passeios.
O cross-step aparece entre as décadas de 1910 e 1920 na dança one-step americano (Snake Dip), no tango argentino (Cruzada, Ocho) e no foxtrot (Cross Step). 

## História
A valsa é primeira dança de salão oficial, apresentada em Viena (Áustria) no ano 1776, baseado nas danças tradicionais do camponês austríaco e também na região sul da Alemanha.
A valsa com passo cruzado evoluiu no início do século XX. Em 1914, a valsa "Cross Walk Boston" criada por Frank H. Norman prenunciou a valsa cross-step. onde o líder cruzou o pé esquerdo sobre o direito, deu um passo à direita com o pé direito e fechou da esquerda para a direita, repetindo o processo repetido com o pé direito. Não há indicação de que o passo de Norman evoluiu para a moderna valsa cross-step, mas é um dos primeiros exemplos deste tipo de valsa.
O cross-step aparece entre as décadas de 1910 e 1920 no one-step americano (the Snake Dip), no tango argentino (Cruzada, Ocho) e especialmente no foxtrot (the Cross Step). A edição de março de 1920 da Dancing Times Magazine em Londres relatou que no foxtrot, "o cruzamento dos pés é popular e eficaz".  Os primeiros foxtrots estavam em 4
4ⓘ 4
4ⓘtempo, mas alguns manuais de dança, como Geoffrey D'Egville's 1919 How and What to Dance in London sugeriram que o Cross Step "pode ser introduzido na valsa", que essencialmente transformou o passo foxtrot em cross-step valsa. Na versão foxtrot de D'Egville dessa etapa, como em Norman's Cross Walk Boston, o líder cruzou o pé esquerdo sobre o direito na primeira contagem do compasso musical. Porém, no mesmo ano, Adèle Collier, também de Londres, descreveu um foxtrot semelhante "Cross Step" começando com o pé direito do condutor. De todas as primeiras danças cross-step, esta linhagem de variações foxtrot é o caminho evolutivo mais provável que se tornou o francês Valse Boston e a atual valsa cross-step.
Após a Primeira Guerra Mundial, os americanos trouxeram seus passos de dança foxtrot e blues para Paris, onde professores de dança parisienses observaram e descreveram as variações. As primeiras descrições apareceram em revistas parisienses de dança e música (como La Baionnette  e Musica-Album  ) em 1919, depois em manuais de dança a partir de 1920 (por exemplo, Toutes Les Danses Pour Tous  e Les 15 Danças Modernas  ). Significativamente, a maioria dessas descrições francesas começou os passos de dança com o pé direito do líder.
Por volta de 1930, os andamentos da valsa foram reduzidos para um andamento de caminhada, cerca de 110-120 bpm, permitindo que o foxtrot de passo cruzado francês se tornasse uma forma de valsa, chamada Valse Boston, que era idêntica à valsa de passo cruzado de hoje.  Ao mesmo tempo, dançarinos de salão na Inglaterra e nos Estados Unidos desenvolveram suas próprias variações lentas de valsa, mas começando com o pé esquerdo do Lead.  Isso deu ao cross-step (o "Twinkle" na valsa lenta americana) uma dinâmica musical diferente e ímpeto do francês Valse Boston, que começou com o pé direito do Lead.
O francês Valse Boston desapareceu parcialmente, embora ainda possa ser visto hoje no sul da França e ocasionalmente em Paris. Foi revivido nos Estados Unidos por volta de 1994, desenvolvido em uma forma de dança social com centenas de variações, renomeando a valsa cross-step. A cross-step se espalhou no século 21, agora é popular em mais de trinta grupos de dança de valsa nos Estados Unidos e recentemente se tornou difundida em parques ao ar livre em Pequim.